# 元宗 (高麗王)
元宗（げんそう、1219年4月5日 - 1274年7月23日）は、第24代高麗王（在位：1260年 - 1274年）。姓は王、諱は禃、初名は倎、諡号は忠敬順孝大王。
太子のときに高麗がモンゴルに服属したため、人質としてモンゴルに赴くことになるが、1259年に父の高宗とモンゴル皇帝であったモンケが死去したため、帰国して江都で即位した（詳細はモンゴルの高麗侵攻を参照）。その後、帝位争いの末に即位したクビライに臣従して、国王の権力強化と親モンゴル政策を採る。
ところが、この親モンゴル政策に重臣はこぞって反発し、元宗は一時廃位されかけたが（王淐の項参照）、モンゴルの力を借りて重臣たちの排除を図る。この時に100年ほど続いた高麗の武臣政権に終止符が打たれた。1270年には開京への還都を決行した。
還都に伴い反モンゴルの姿勢をとるゲリラ集団・三別抄の解散を図ったが、逆に三別抄は王の弱腰政策に怒り、高麗に対してまで反乱を起こさせることとなった。さらにはモンゴルから日本遠征の大規模負担を負わされて臣民に重税を強いることとなるなど、失政を続けた。
1274年、文永の役直前に病死した。

## 家族
- 静順王后金氏（順敬太后）
  - 忠烈王
- 慶昌宮主柳氏（新安公 王佺の娘）
  - 始陽侯 王珆
  - 順安公 王琮
  - 慶安宮主
  - 咸寧宮主